# Ifigenia in Tauride (Moréas)
Ifigenia in Tauride (Iphigénie en Tauride) è una tragedia di Jean Moréas (pseudonimo di Yanni Papadiamantopoulos scrittore greco), rappresentata nel 1903 e pubblicata nel 1904.
È una tragedia in 5 atti, uno dei maggiori successi dell'autore rimasta in cartellone a Parigi per diverso tempo. L'autore, un greco di cultura francese, carica l'opera di significati irredentisti riguardo al suo paese occupato dall'Impero ottomano, rifacendosi ad una cultura greca classica poco rappresentata in patria in quegli anni.